# 中国共产党中国人民政治协商会议全国委员会机关委员会
中国共产党中国人民政治协商会议全国委员会机关委员会（简称全国政协机关党委），是中国人民政治协商会议全国委员会机关的中国共产党基层组织。

## 沿革
1983年，全国政协办公厅被明确为正部级机构，下设8个局级机构以及机关党委。
1994年机构改革后，全国政协办公厅下设11个行政局级机构以及机关党委。
2002年机构改革后，办公厅下设1个副部级机构，15个行政局级机构（含机关党委）。
2014年12月，全国政协机关党委作为中直机关开展述职试点工作的5家试点单位之一，向中直工委领导班子述职。2015年2月13日，全国政协机关召开机关基层党组织向机关党委述职试点工作会议，全国政协机关党组书记、常务副秘书长孙怀山肯定了机关党委和基层党组织述职试点工作，会上秘书局、经济委员会办公室、人民政协报社党组织负责人作为代表向全国政协机关党委述职。
2017年11月17日至18日，中国共产党全国政协机关第十一次代表大会召开，中直工委副书记李勇出席闭幕会，全国政协机关党组成员、副秘书长、机关党委书记、办公厅研究室主任舒启明主持闭幕会并在开幕会上代表第十届机关党委作工作报告，大会选举出第十一届全国政协机关党委和机关纪委。

## 机构设置
- 宣传处[5]

## 历任领导
| 书记 - 张秋俭（2013年3月—2017年6月） - 舒启明（2017年—） | 副书记 - 吴晓光（？—？） - 郭丽琴（？—？，常务副书记） - 吴秀生（？—？） |